# Segunda Enmienda a la Constitución de los Estados Unidos

La Carta de Derechos en los Archivos Nacionales.

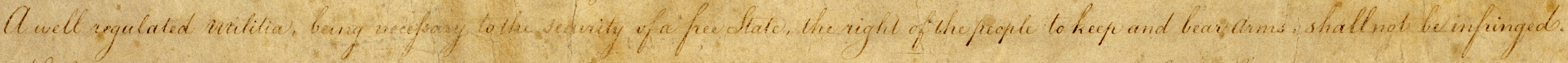
Una imagen de cerca de la Segunda Enmienda.

La Segunda Enmienda a la Constitución de los Estados Unidos de América (o Enmienda II), propuesta el 25 de septiembre de 1789 y aprobada el 15 de diciembre de 1791, protege el derecho del pueblo estadounidense a poseer y portar armas.  Estados Unidos es uno de los países con menores limitaciones para adquirir y portar armas de fuego. Es parte de la llamada Bill of Rights o Carta de Derechos estadounidense. La Corte Suprema de los Estados Unidos ha aclarado en numerosas ocasiones el texto constitucional: ha afirmado que el derecho a portar armas es un derecho individual que tienen todos los estadounidenses, pero también ha declarado que el derecho no es ilimitado y que no prohíbe la regulación de la producción y compra de armas de fuego o de dispositivos similares. La Segunda Enmienda establece que ni el gobierno federal de los Estados Unidos ni los gobiernos estatales y locales pueden violar el derecho a portar armas. 
Desde finales del siglo XX, la Segunda Enmienda ha estado sujeta a un renovado interés académico, político y judicial. La Corte Suprema de los Estados Unidos, órgano supremo en asuntos de interpretación del texto de la Constitución, aclaró en 2008 que la Segunda Enmienda protege el derecho de una persona a portar armas. A pesar de los numerosos casos judiciales, el debate sociopolítico continúa. Los defensores del derecho a portar armas dicen que un pueblo armado realiza una mejor ejecución de la legítima defensa y que evita que la autoridad gubernamental se vuelva tiránica. Los defensores del control de armas afirman que las ciudades estadounidenses serían más seguras si no hubiese tantas armas de fuego, aunque los defensores del derecho a portar armas argumentan que cuando los ciudadanos respetuosos con las leyes se arman, actúan "más rápido y mejor" que la policía estadounidense y, por tanto, las armas reducen las tasas de criminalidad.
En 2016, cuatro de cada diez estadounidenses afirmaban tener al menos una arma de fuego en sus casas, aunque esta proporción podría ser mucho mayor ya que los datos solo recogen a aquellas personas que quieren revelar voluntariamente si poseen un arma de fuego o no. Desde la década de 1990, el apoyo a la Segunda Enmienda ha incrementado progresivamente tanto entre votantes liberales como conservadores. En 2016, el 76% de los estadounidenses se oponía a la derogación de la Segunda Enmienda; en 1960, la oposición era solo del 36%.

## Texto
Existen varias versiones del texto de la Segunda Enmienda, con pequeñas diferencias en la puntuación y el uso de mayúsculas, encontradas en los documentos oficiales relacionados con la adopción de la Carta de Derechos. El Congreso aprobó una versión, mientras que en las copias distribuidas y ratificadas por los Estados hay una versión distinta.
- Esta es la versión aprobada por el Congreso:

A well regulated Militia, being necessary to the security of a free State, the right of the people to keep and bear Arms, shall not be infringed.

Una Milicia bien organizada, es necesaria para la seguridad de un Estado libre, el derecho del pueblo a poseer y portar Armas, no se violará.

- Y esta la ratificada por los Estados:

A well regulated militia being necessary to the security of a free State, the right of the People to keep and bear arms shall not be infringed.

Una milicia bien organizada es necesaria para la seguridad de un Estado libre, el derecho del Pueblo a poseer y portar armas no se violará.

La copia original escrita a mano de la Carta de Derechos, aprobada por la Cámara y Senado, fue preparada por el escriba William Lambert y se encuentra en los Archivos Nacionales.

### Experiencia previa a la Constitución en Estados Unidos
Los primeros colonos estadounidenses consideraban importante el derecho de poseer armas, el derecho de portar armas y las milicias estatales para:

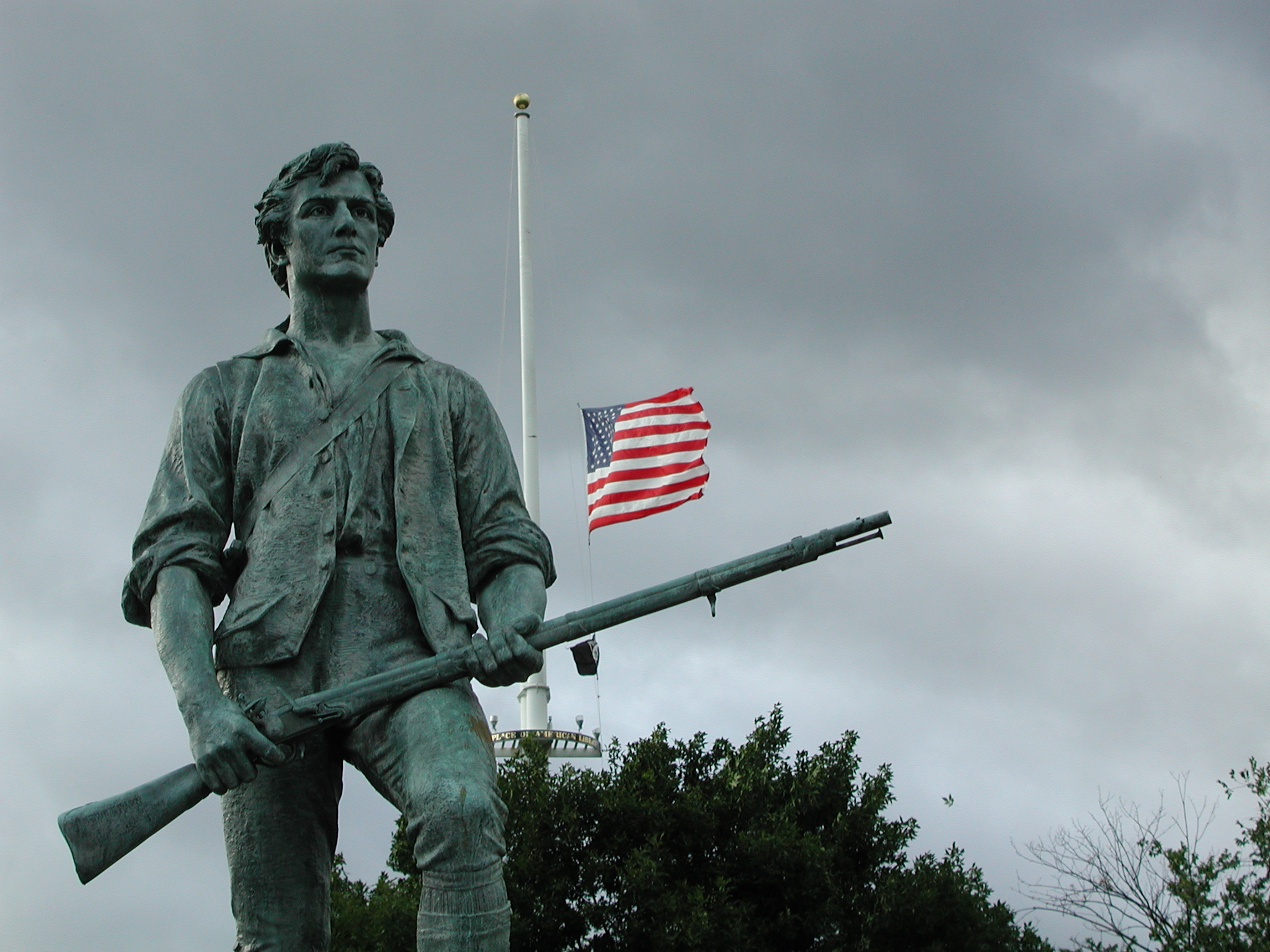
Los nobles ideales que ayudaron a inspirar la Segunda Enmienda están en parte simbolizadas en el minutemen.

- disuadir de la formación de un gobierno no constitucional
- repeler invasiones
- sofocar insurrecciones
- facilitar el derecho natural de defensa propia
- participar en la aplicación de la ley
- permitir la organización de milicias.

Es discutible cuál de las funciones anteriores tenían por más importante y cuál les preocupaba más, y también hasta qué punto la Segunda Enmienda responde a tales inquietudes. Algunos de estos propósitos fueron explícitamente mencionados en constituciones antiguas de ciertos estados: por ejemplo, la Constitución de Pensilvania de 1776, afirmaba que "el pueblo tiene derecho a portar armas por su propia defensa y la del Estado".
Durante el periodo pre-revolucionario de los años 1760, la milicia colonial establecida estaba compuesta de colonos, que incluía numerosas personas leales al Imperio Británico. Conforme crecía la oposición al dominio británico, aumentaba la desconfianza de los colonos favorables a la independencia hacia estos lealistas de la milicia. Como resultado, los colonos rebeldes, denominados patriotas establecieron legislaciones coloniales independientes para crear sus propias milicias que excluían a los Lealistas y facilitaban la creación de armerías independientes para estas milicias. En respuesta a este armamento, el Parlamento británico aprobó el embargo de armas de fuego, partes y municiones a las colonias americanas.
Los esfuerzos de los Británicos y lealistas por desarmar las armerías de las milicias patriotas al principio de la Revolución Estadounidense causaron protestas de los patriotas, que alegaron la Declaración de Derechos de 1689, los comentarios de William Blackstone a dicha declaración, las leyes de milicias de los propios patriotas y la legislación británica sobre el derecho a la defensa propia. Aunque la política británica al principio de la Revolución claramente intentaba prevenir una acción coordinada por parte de la milicia patriota, no existe evidencia de que los británicos pretendieran restringir las leyes de defensa propia. Patrick J. Charles rebate estas afirmaciones citando el desarme de los patriotas y desafiando las interpretaciones de Blackstone.
Las fuerzas armadas que ganaron la Revolución Estadounidense consistían en el Ejército Continental, creado por el Congreso Continental, junto con varias unidades de milicia regionales y estatales. Las fuerzas británicas eran una amalgama del Ejército Británico, milicia lealista y mercenarios hessianos. Después de la Revolución, Estados Unidos quedó gobernado por los Artículos de la Confederación. Los federalistas argumentaban que este gobierno abogaba por una división de poderes impracticable entre el Congreso y los estados, que provocaba un debilitamiento militar, ya que el ejército permanente quedó reducido a tan solo  80 hombres. Por otra parte, los antifederalistas abogaban por un gobierno limitado y simpatizaban con los rebeldes, muchos de los cuales eran antiguos soldados de la Revolución. Posteriormente en 1787, la Convención de Filadelfia propuso conceder al Congreso un poder exclusivo para reclutar y mantener un ejército y una armada permanentes de tamaño ilimitado. Los antifederalistas se oponían al traspaso de poder de los estados al gobierno federal, pero al ir haciéndose más probable la elaboración de una Constitución, cambiaron de estrategia hacia la aprobación de una carta de derechos que pusiera límites al poder federal.
Hubo un gran debate en los años 1780 sobre la conveniencia de que "el pueblo" luchara contra una tiranía gubernamental (como la describían los antifederalistas) o sobre el riesgo de un gobierno de las turbas similar a la Revolución Francesa, que estaba sucediendo en esa época. Durante los debates de la ratificación de la Constitución, había un gran temor a que el gobierno federal tomara posesión militar de los estados, algo que podría ocurrir si el Congreso aprobaba leyes prohibiendo a los estados armar a sus ciudadanos, o prohibiendo a los ciudadanos armarse ellos mismos. Aunque se argumenta que los estados perdieron el poder de armar a sus ciudadanos cuando se transfirió el poder de crear una milicia al gobierno federal por el Artículo 1 de la Sección 8 de la Constitución de los Estados Unidos, el derecho individual a las armas quedó garantizado y reforzado por la Leyes de Milicias de 1792 y 1795.

## Sentencia del Tribunal Supremo de junio de 2010
El 28 de junio de 2010, la Corte Suprema de los Estados Unidos sentenció que ninguna ley estatal o local puede restringir el derecho a poseer o portar armas que reconoce la Segunda Enmienda.